# منتخب لوكسمبورغ لكرة اليد
منتخب لوكسمبورغ الوطني لكرة اليد (بالفرنسية: Équipe du Luxembourg masculine de handball)‏ هو ممثل لوكسمبورغ الرسمي في المنافسات الدولية في كرة اليد .

## وصلات خارجية
- الموقع الرسمي